# Vendegies-au-Bois
Vendegies-au-Bois is een gemeente in het Franse Noorderdepartement (regio Hauts-de-France) en telt 426 inwoners (2004). De plaats maakt deel uit van het arrondissement Avesnes-sur-Helpe.

## Geografie
De oppervlakte van Vendegies-au-Bois bedraagt 9,9 km², de bevolkingsdichtheid is 43,0 inwoners per km².
De onderstaande kaart toont de ligging van Vendegies-au-Bois met de belangrijkste infrastructuur en aangrenzende gemeenten.

## Demografie
Onderstaande figuur toont het verloop van het inwonertal (bron: INSEE-tellingen).